# Mistrovství světa ve fotbale 1990
Mistrovství světa 1990 bylo v pořadí 14. Mistrovství světa ve fotbale, probíhalo v Itálii od 8. června do 8. července. Itálie byla federací FIFA vybrána za pořadatele 19. května 1984. Sovětský svaz se ucházel o uspořádání MS jako rival Itálie. Ve finále na sebe opět narazily celky SRN a Argentiny stejně jako před čtyřmi roky v Mexiku. Tentokrát ale Maradonova Argentina nestačila na takticky dobře připravený tým Německé spolkové republiky. NSR tak získalo potřetí titul mistrů světa. Nejlepší hráči mistrovství světa: Salvatore Schillaci (Itálie), Lothar Matthäus (SRN), Diego Maradona (Argentina)

## Stupně vítězů
| Zlato                     | Stříbro   | Bronz  |
| ------------------------- | --------- | ------ |
| NSR (3. titul v historii) | Argentina | Itálie |

## Kvalifikace
Kvalifikace se zúčastnilo 114 fotbalových reprezentací, které bojovaly o 22 místenek na závěrečném turnaji. Pořadatelská Itálie spolu s obhájcem titulu - Argentinou měli účast jistou.
Tři týmy se kvalifikovaly poprvé – Kostarika, Irsko a Spojené arabské emiráty. Spojené státy americké se vrátily na MS po čtyřiceti letech.
Mexiko bylo vyloučeno z kvalifikace MS 1990, neboť Mexická fotbalová federace připustila start staršího hráče na předcházejícím šampionátu juniorů. Chile bylo rovněž diskvalifikováno poté, co brankář Roberto Rojas předstíral zranění způsobené světlicí vystřelenou z ochozů v zápase proti Brazílii, načež muselo být utkání předčasně ukončeno a odloženo.

### Kvalifikované týmy
| Vlajka         | Stát Archivováno 5. 9. 2015 na Wayback Machine. | Soupisky                                    | Vlajka                  | Stát                           | Soupisky                                     |
| -------------- | ----------------------------------------------- | ------------------------------------------- | ----------------------- | ------------------------------ | -------------------------------------------- |
| Švédsko        | Švédsko (Evropa)                                | Archivováno 5. 3. 2016 na Wayback Machine.  | Španělsko               | Španělsko (Evropa)             | Archivováno 5. 3. 2016 na Wayback Machine.   |
| Německo        | NSR (Evropa)                                    | Archivováno 2. 11. 2015 na Wayback Machine. | Nizozemsko              | Nizozemsko (Evropa)            | Archivováno 6. 3. 2016 na Wayback Machine.   |
| Rumunsko       | Rumunsko (Evropa)                               | Archivováno 28. 2. 2016 na Wayback Machine. | Argentina               | Argentina (Jižní Amerika)      | Archivováno 11. 10. 2015 na Wayback Machine. |
| Jugoslávie     | Jugoslávie (Evropa)                             | Archivováno 5. 3. 2016 na Wayback Machine.  | Brazílie                | Brazílie (Jižní Amerika)       | Archivováno 6. 3. 2016 na Wayback Machine.   |
| Itálie         | Itálie (Evropa)                                 | Archivováno 3. 10. 2015 na Wayback Machine. | Kolumbie                | Kolumbie (Jižní Amerika)       | Archivováno 6. 7. 2020 na Wayback Machine.   |
| Belgie         | Belgie (Evropa)                                 | Archivováno 6. 3. 2016 na Wayback Machine.  | Uruguay                 | Uruguay (Jižní Amerika)        | Archivováno 6. 7. 2020 na Wayback Machine.   |
| Rakousko       | Rakousko (Evropa)                               | Archivováno 5. 3. 2016 na Wayback Machine.  | Kostarika               | Kostarika (Střední Amerika)    | Archivováno 6. 3. 2016 na Wayback Machine.   |
| Anglie         | Anglie (Evropa)                                 | Archivováno 9. 9. 2015 na Wayback Machine.  | USA                     | USA (Severní Amerika)          | Archivováno 6. 3. 2016 na Wayback Machine.   |
| Československo | Československo (Evropa)                         | Archivováno 6. 3. 2016 na Wayback Machine.  | Egypt                   | Egypt (Afrika)                 | Archivováno 17. 11. 2016 na Wayback Machine. |
| Irsko          | Irsko (Evropa)                                  | Archivováno 6. 3. 2016 na Wayback Machine.  | Kamerun                 | Kamerun (Afrika)               | Archivováno 5. 3. 2016 na Wayback Machine.   |
| Skotsko        | Skotsko (Evropa)                                | Archivováno 6. 7. 2020 na Wayback Machine.  | Spojené arabské emiráty | Spojené arabské emiráty (Asie) | Archivováno 7. 3. 2016 na Wayback Machine.   |
| Sovětský svaz  | SSSR (Evropa)                                   | Archivováno 31. 5. 2018 na Wayback Machine. | Jižní Korea             | Jižní Korea (Asie)             | Archivováno 6. 3. 2016 na Wayback Machine.   |

## Shrnutí
Formát soutěže zůstal stejný jako v roce 1986: 24 kvalifikovaných týmů bylo rozděleno do šesti skupin po čtyřech. Celkem šestnáct týmů postoupilo do vyřazovací části, a to: šest vítězů skupin, šest týmů z druhých míst a čtyři nejlepší týmy, které se umístily na třetích místech. Rozlosování do skupin se konalo 9. prosince 1989 v Římě.
Mistrovství světa začalo rozpačitě. Obhajující šampion, Argentina, podlehl v zahajovacím utkání 0:1 Kamerunu. Tento zápas se konal v Miláně, kde byl Diego Maradona, argentinský a neapolský útočník, hluboce nenáviděn fanoušky, což vyústilo v neočekávanou veřejnou podporu Kamerunu. Gól vstřelil François Omam-Biyik hlavou. Kamerun kráčel dál a stal se překvapením turnaje. Jako první africký tým došel až do čtvrtfinále, dokonce průběžně nad svým posledním soupeřem – Anglií 2:1 vedl, ale nakonec po prodloužení podlehl poměrem 2:3. Kamerunský hráč Roger Milla, který se po ukončení kariéry kvůli mistrovství světa vrátil na trávník, se stal mezinárodní hvězdou ve věku 38 let, tedy dlouho poté, co většina fotbalistů na nejvyšší úrovni s fotbalem skončí.
Turnaj byl posledním vystoupením společné československé reprezentace na závěrečném světovém turnaji. Československo postoupilo ze skupiny po výhrách nad Spojenými státy a Rakouskem a prohře s Itálií. V osmifinále zdolalo Kostariku 4:1, ve čtvrtfinálovém zápase pak podlehlo Německu 0:1.
Argentina se z porážky zotavila a prošla celým turnajem až do finále. Na své cestě porazila v osmifinále Brazílii 1:0 a v semifinále se stala společně s Anglií jedním ze dvou mužstev, které vstřelilo branku pořadatelské Itálii. Zápas, který skončil 1:1 po prodloužení, vyhrála díky penaltovému rozstřelu. Argentinský brankář Sergio Goycochea chytil dva pokutové kopy. NSR porazila ve druhém semifinále Anglii také až na penalty v zápase, ve kterém se staly památnými slzy Paula Gascoigna po obdržení žluté karty, která by v případě postupu Anglie do finále znamenala jeho distanc.
Finále bylo jedním z nejkontroverznějších zápasů MS všech dob. Jeho mdlé atmosféře nepřispěla četná sporná rozhodnutí mexického sudího Edgara Codesala, který odepřel penalty nejprve německému hráči Klausovi Augenthalerovi a poté argentinskému hráči Pedro Monzónovi, jenž byl později vyloučen za bránění Jürgena Klinsmanna, aniž by byl dříve napomenut žlutou kartou. Šest minut před koncem nařídil Codesal velmi diskutabilní pokutový kop pro Německo, který proměnil Andreas Brehme. Spolková republika Německo zvítězila 1:0 a zápas končil scénami bezprecedentního chaosu, kdy Argentina dohrávala v devíti hráčích poté, co byli vyloučeni Monzón a Gustavo Dezotti.
Dobytím svého třetího titulu (a třemi umístěními na druhém místě) se SRN stala na 4 roky nejúspěšnější zemí v historii MS, než v roce 1994 vyhrála svůj čtvrtý titul Brazílie. Trenér SRN Franz Beckenbauer se stal po brazilském Mário Zagallovi druhým fotbalistou, který vyhrál MS jako hráč (1974) i jako trenér. Zároveň byl také prvním kapitánem vítězného týmu, který později vítězný tým koučoval. Ital Salvatore Schillaci vyhrál se šesti góly Zlatou kopačku pro nejlepšího střelce turnaje i Zlatý míč jako jeho nejlepší hráč. Pikantní je, že před turnajem „Totó“ reprezentoval Itálii jen jedinkrát.
MS 1990 je považováno za jeden z nejhorších šampionátů vůbec. Padl v něm rekordně nízký průměrný počet branek na zápas a bylo v něm rozdáno (tehdy) rekordních 16 červených karet. Většina týmů spoléhala na hluboké bránění a tvrdé napadání, stejně jako agresivní spílání rozhodčím. Ve vyřazovací části raději hrála „na jistotu“ po celých 120 minut a zkoušela štěstí v penaltovém rozstřelu, než aby riskovala vysunutí dopředu.
Tři ze čtyř čtvrtfinálových zápasů, obě semifinále, zápas o třetí místo i finále bylo rozhodnuto v penaltovém rozstřelu nebo vítězným pokutovým kopem. Poražený finalista, Argentina, byl nejlepším příkladem tohoto trendu, když vstřelil pouze 5 gólů v sedmi zápasech (polovina týmu ovšem ve finále chyběla pro zranění či karty) a ve finálovém zápase dokázali vystřelit jen jednou na branku. Vítězné Západní Německo bylo jedním z mála týmů, které zvolily útočný styl hry, i když s pokračujícím turnajem i oni stále více bránili.

### Zajímavosti
- Turnaj měl nejnižší průměr gólů na zápas ze všech MS. Padlo 115 branek, tzn. průměr 2,21 na zápas, při zohlednění všech zápasů s prodloužením (celkem 4920 minut hry) se jedná o 1 gól každých 42,7 minuty či 2,1 gólu na každých 90 minut.
- Podruhé v historii (předtím k tomu došlo v roce 1970) postoupily do semifinále pouze týmy, které již předtím získaly titul mistrů světa.
- Irsko dosáhlo čtvrtfinále, přestože vstřelilo jen 2 branky. Současně nevyhrálo jediný zápas – remizovalo svá tři střetnutí ve skupině, poté postoupilo na penalty přes Rumunsko po bezgólové remíze v osmifinále, a pak ve čtvrtfinále podlehlo Itálii.

## Skupinová fáze
| Vysvětlivky | Vysvětlivky                                                                                    |
| ----------- | ---------------------------------------------------------------------------------------------- |
|             | První dva týmy z každé skupiny a čtyři nejlepší týmy na třetích místech postoupily do play off |

### Skupina A
| Tým            | Z | V | R | P | VG | IG | +/- | B |
| -------------- | - | - | - | - | -- | -- | --- | - |
| Itálie         | 3 | 3 | 0 | 0 | 4  | 0  | +4  | 6 |
| Československo | 3 | 2 | 0 | 1 | 6  | 3  | +3  | 4 |
| Rakousko       | 3 | 1 | 0 | 2 | 2  | 3  | -1  | 2 |
| USA            | 3 | 0 | 0 | 3 | 2  | 8  | -6  | 0 |

| 9. června 1990 21:00 SELČ |          |          |                                                                              |
| Itálie                    | 1 : 0    | Rakousko | Stadio Olimpico, Řím diváci: 73 303 rozhodčí: José Roberto Wright (Brazílie) |
| Schillaci 78'             | (Report) |          | Stadio Olimpico, Řím diváci: 73 303 rozhodčí: José Roberto Wright (Brazílie) |

| 10. června 1990 17:00 SELČ |          |                                                         |                                                                                    |
| USA                        | 1 : 5    | Československo                                          | Stadio Comunale, Florencie diváci: 33 266 rozhodčí: Kurt Röthlisberger (Švýcarsko) |
| Caligiuri 61'              | (Report) | Skuhravý 25', 78' Bílek 39' (pen.) Hašek 50' Luhový 90' | Stadio Comunale, Florencie diváci: 33 266 rozhodčí: Kurt Röthlisberger (Švýcarsko) |

| 14. června 1990 21:00 SELČ |          |     |                                                                        |
| Itálie                     | 1 : 0    | USA | Stadio Olimpico, Řím diváci: 73 423 rozhodčí: Edgardo Codesal (Mexiko) |
| Giannini 11'               | (Report) |     | Stadio Olimpico, Řím diváci: 73 423 rozhodčí: Edgardo Codesal (Mexiko) |

| 15. června 1990 17:00 SELČ |          |                  |                                                                            |
| Rakousko                   | 0 : 1    | Československo   | Stadio Comunale, Florencie diváci: 38 962 rozhodčí: George Smith (Skotsko) |
|                            | (Report) | Bílek 30' (pen.) | Stadio Comunale, Florencie diváci: 38 962 rozhodčí: George Smith (Skotsko) |

| 19. června 1990 21:00 SELČ |          |            |                                                                             |
| Rakousko                   | 2 : 1    | USA        | Stadio Comunale, Florencie diváci: 34 857 rozhodčí: Jamal Al Sharif (Sýrie) |
| Ogris 52' Rodax 65'        | (Report) | Murray 85' | Stadio Comunale, Florencie diváci: 34 857 rozhodčí: Jamal Al Sharif (Sýrie) |

| 19. června 1990 21:00 SELČ |          |                |                                                                      |
| Itálie                     | 2 : 0    | Československo | Stadio Olimpico, Řím diváci: 73 303 rozhodčí: Joël Quiniou (Francie) |
| Schillaci 9' Baggio 78'    | (Report) |                | Stadio Olimpico, Řím diváci: 73 303 rozhodčí: Joël Quiniou (Francie) |

### Skupina B
| Tým           | Z | V | R | P | VG | IG | +/- | B |
| ------------- | - | - | - | - | -- | -- | --- | - |
| Kamerun       | 3 | 2 | 0 | 1 | 3  | 5  | -2  | 4 |
| Rumunsko      | 3 | 1 | 1 | 1 | 4  | 3  | +1  | 3 |
| Argentina     | 3 | 1 | 1 | 1 | 3  | 2  | +1  | 3 |
| Sovětský svaz | 3 | 1 | 0 | 2 | 4  | 4  | 0   | 2 |

| 8. června 1990 18:00 SELČ |          |                |                                                                                 |
| Argentina                 | 0 : 1    | Kamerun        | Stadio Giuseppe Meazza, Milán diváci: 73 780 rozhodčí: Michel Vautrot (Francie) |
|                           | (Report) | Omam-Biyik 67' | Stadio Giuseppe Meazza, Milán diváci: 73 780 rozhodčí: Michel Vautrot (Francie) |

| 9. června 1990 17:00 SELČ |          |                         |                                                                                   |
| Sovětský svaz             | 0 : 2    | Rumunsko                | Stadio San Nicola, Bari diváci: 42 907 rozhodčí: Juan Daniel Cardellino (Uruguay) |
|                           | (Report) | Lăcătuş 42', 57' (pen.) | Stadio San Nicola, Bari diváci: 42 907 rozhodčí: Juan Daniel Cardellino (Uruguay) |

| 13. června 1990 21:00 SELČ |          |               |                                                                              |
| Argentina                  | 2 : 0    | Sovětský svaz | Stadio San Paolo, Neapol diváci: 55 759 rozhodčí: Erik Fredriksson (Švédsko) |
| Troglio 27' Burruchaga 79' | (Report) |               | Stadio San Paolo, Neapol diváci: 55 759 rozhodčí: Erik Fredriksson (Švédsko) |

| 14. června 1990 17:00 SELČ |          |            |                                                                       |
| Kamerun                    | 2 : 1    | Rumunsko   | Stadio San Nicola, Bari diváci: 38 687 rozhodčí: Hernán Silva (Chile) |
| Milla 76', 86'             | (Report) | Balint 88' | Stadio San Nicola, Bari diváci: 38 687 rozhodčí: Hernán Silva (Chile) |

| 18. června 1990 21:00 SELČ |          |            |                                                                                      |
| Argentina                  | 1 : 1    | Rumunsko   | Stadio San Paolo, Neapol diváci: 52 733 rozhodčí: Carlos Silva Valente (Portugalsko) |
| Monzón 63'                 | (Report) | Balint 68' | Stadio San Paolo, Neapol diváci: 52 733 rozhodčí: Carlos Silva Valente (Portugalsko) |

| 18. června 1990 21:00 SELČ |          |                                                           |                                                                                 |
| Kamerun                    | 0 : 4    | Sovětský svaz                                             | Stadio San Nicola, Bari diváci: 37 307 rozhodčí: José Roberto Wright (Brazílie) |
|                            | (Report) | Protasov 20' Zygmantovič 29' Zavarov 55' Dobrovolskij 63' | Stadio San Nicola, Bari diváci: 37 307 rozhodčí: José Roberto Wright (Brazílie) |

### Skupina C
| Tým       | Z | V | R | P | VG | IG | +/- | B |
| --------- | - | - | - | - | -- | -- | --- | - |
| Brazílie  | 3 | 3 | 0 | 0 | 4  | 1  | +3  | 6 |
| Kostarika | 3 | 2 | 0 | 1 | 3  | 2  | +1  | 4 |
| Skotsko   | 3 | 1 | 0 | 2 | 2  | 3  | -1  | 2 |
| Švédsko   | 3 | 0 | 0 | 3 | 3  | 6  | -3  | 0 |

| 10. června 1990 21:00 SELČ |          |            |                                                                          |
| Brazílie                   | 2 : 1    | Švédsko    | Stadio delle Alpi, Turín diváci: 62 628 rozhodčí: Tullio Lanese (Itálie) |
| Careca 40', 62'            | (Report) | Brolin 78' | Stadio delle Alpi, Turín diváci: 62 628 rozhodčí: Tullio Lanese (Itálie) |

| 11. června 1990 17:00 SELČ |          |         |                                                                                       |
| Kostarika                  | 1 : 0    | Skotsko | Stadio Luigi Ferraris, Janov diváci: 30 867 rozhodčí: Juan Carlos Loustau (Argentina) |
| Cayasso 49'                | (Report) |         | Stadio Luigi Ferraris, Janov diváci: 30 867 rozhodčí: Juan Carlos Loustau (Argentina) |

| 16. června 1990 17:00 SELČ |          |           |                                                                         |
| Brazílie                   | 1 : 0    | Kostarika | Stadio delle Alpi, Turín diváci: 58 007 rozhodčí: Naji Jouini (Tunisko) |
| Müller 33'                 | (Report) |           | Stadio delle Alpi, Turín diváci: 58 007 rozhodčí: Naji Jouini (Tunisko) |

| 16. června 1990 21:00 SELČ     |          |               |                                                                                |
| Skotsko                        | 2 : 1    | Švédsko       | Stadio Luigi Ferraris, Janov diváci: 31 823 rozhodčí: Carlos Maciel (Paraguay) |
| McCall 10' Johnston 82' (pen.) | (Report) | Strömberg 87' | Stadio Luigi Ferraris, Janov diváci: 31 823 rozhodčí: Carlos Maciel (Paraguay) |

| 20. června 1990 21:00 SELČ |          |         |                                                                          |
| Brazílie                   | 1 : 0    | Skotsko | Stadio delle Alpi, Turín diváci: 62 502 rozhodčí: Helmut Kohl (Rakousko) |
| Müller 81'                 | (Report) |         | Stadio delle Alpi, Turín diváci: 62 502 rozhodčí: Helmut Kohl (Rakousko) |

| 20. června 1990 21:00 SELČ |          |                        |                                                                                   |
| Švédsko                    | 1 : 2    | Kostarika              | Stadio Luigi Ferraris, Janov diváci: 30 223 rozhodčí: Zoran Petrović (Jugoslávie) |
| Ekström 31'                | (Report) | Flores 74' Medford 87' | Stadio Luigi Ferraris, Janov diváci: 30 223 rozhodčí: Zoran Petrović (Jugoslávie) |

### Skupina D
| Tým        | Z | V | R | P | VG | IG | +/- | B |
| ---------- | - | - | - | - | -- | -- | --- | - |
| SRN        | 3 | 2 | 1 | 0 | 10 | 3  | +7  | 5 |
| Jugoslávie | 3 | 2 | 0 | 1 | 6  | 5  | +1  | 4 |
| Kolumbie   | 3 | 1 | 1 | 1 | 3  | 2  | +1  | 3 |
| SAE        | 3 | 0 | 0 | 3 | 2  | 11 | -9  | 0 |

| 9. června 1990 17:00 SELČ |          |                          |                                                                                 |
| SAE                       | 0 : 2    | Kolumbie                 | Stadio Renato Dall'Ara, Boloň diváci: 30 791 rozhodčí: George Courtney (Anglie) |
|                           | (Report) | Redín 50' Valderrama 85' | Stadio Renato Dall'Ara, Boloň diváci: 30 791 rozhodčí: George Courtney (Anglie) |

| 10. června 1990 21:00 SELČ                 |          |            |                                                                                 |
| SRN                                        | 4 : 1    | Jugoslávie | Stadio Giuseppe Meazza, Milán diváci: 74 765 rozhodčí: Peter Mikkelsen (Dánsko) |
| Matthäus 28', 65' Klinsmann 39' Völler 71' | (Report) | Jozić 55'  | Stadio Giuseppe Meazza, Milán diváci: 74 765 rozhodčí: Peter Mikkelsen (Dánsko) |

| 14. června 1990 17:00 SELČ |          |          |                                                                               |
| Jugoslávie                 | 1 : 0    | Kolumbie | Stadio Renato Dall'Ara, Boloň diváci: 32 257 rozhodčí: Luigi Agnolin (Itálie) |
| Jozić 75'                  | (Report) |          | Stadio Renato Dall'Ara, Boloň diváci: 32 257 rozhodčí: Luigi Agnolin (Itálie) |

| 15. června 1990 21:00 SELČ                          |          |            |                                                                             |
| SRN                                                 | 5 : 1    | SAE        | Stadio Giuseppe Meazza, Milán diváci: 71 169 rozhodčí: Alexey Spirin (SSSR) |
| Völler 35', 75' Klinsmann 36' Matthäus 47' Bein 59' | (Report) | Ismaïl 46' | Stadio Giuseppe Meazza, Milán diváci: 71 169 rozhodčí: Alexey Spirin (SSSR) |

| 19. června 1990 17:00 SELČ |          |            |                                                                            |
| SRN                        | 1 : 1    | Kolumbie   | Stadio Giuseppe Meazza, Milán diváci: 72 510 rozhodčí: Alan Snoddy (Irsko) |
| Littbarski 89'             | (Report) | Rincón 90' | Stadio Giuseppe Meazza, Milán diváci: 72 510 rozhodčí: Alan Snoddy (Irsko) |

| 19. června 1990 17:00 SELČ             |          |           |                                                                                 |
| Jugoslávie                             | 4 : 1    | SAE       | Stadio Renato Dall'Ara, Boloň diváci: 27 833 rozhodčí: Shizuo Takada (Japonsko) |
| Sušić 5' Pančev 9', 46' Prosinečki 90' | (Report) | Thani 22' | Stadio Renato Dall'Ara, Boloň diváci: 27 833 rozhodčí: Shizuo Takada (Japonsko) |

### Skupina E
| Tým         | Z | V | R | P | VG | IG | +/- | B |
| ----------- | - | - | - | - | -- | -- | --- | - |
| Španělsko   | 3 | 2 | 1 | 0 | 5  | 2  | +3  | 5 |
| Belgie      | 3 | 2 | 0 | 1 | 6  | 3  | +3  | 4 |
| Uruguay     | 3 | 1 | 1 | 1 | 2  | 3  | -1  | 3 |
| Jižní Korea | 3 | 0 | 0 | 3 | 1  | 6  | -5  | 0 |

| 12. června 1990 17:00 SELČ |          |             |                                                                                   |
| Belgie                     | 2 : 0    | Jižní Korea | Stadio Marcantonio Bentegodi, Verona diváci: 32 790 rozhodčí: Vincent Mauro (USA) |
| Degryse 53' De Wolf 64'    | (Report) |             | Stadio Marcantonio Bentegodi, Verona diváci: 32 790 rozhodčí: Vincent Mauro (USA) |

| 13. června 1990 17:00 SELČ |          |           |                                                                      |
| Uruguay                    | 0 : 0    | Španělsko | Stadio Friuli, Udine diváci: 35 713 rozhodčí: Helmut Kohl (Rakousko) |
|                            | (Report) |           | Stadio Friuli, Udine diváci: 35 713 rozhodčí: Helmut Kohl (Rakousko) |

| 17. června 1990 21:00 SELČ            |          |                |                                                                                        |
| Belgie                                | 3 : 1    | Uruguay        | Stadio Marcantonio Bentegodi, Verona diváci: 33 759 rozhodčí: Siegfried Kirschen (NDR) |
| Clijsters 16' Scifo 22' Ceulemans 48' | (Report) | Bengoechea 74' | Stadio Marcantonio Bentegodi, Verona diváci: 33 759 rozhodčí: Siegfried Kirschen (NDR) |

| 17. června 1990 21:00 SELČ |          |                  |                                                                      |
| Španělsko                  | 3 : 1    | Jižní Korea      | Stadio Friuli, Udine diváci: 32 733 rozhodčí: Elias Jácome (Ekvádor) |
| Míchel 22', 61', 81'       | (Report) | Hwangbo Kwan 42' | Stadio Friuli, Udine diváci: 32 733 rozhodčí: Elias Jácome (Ekvádor) |

| 21. června 1990 17:00 SELČ |          |                              |                                                                                               |
| Belgie                     | 1 : 2    | Španělsko                    | Stadio Marcantonio Bentegodi, Verona diváci: 35 950 rozhodčí: Juan Carlos Loustau (Argentina) |
| Vervoort 28'               | (Report) | Míchel 20' (pen.) Górriz 38' | Stadio Marcantonio Bentegodi, Verona diváci: 35 950 rozhodčí: Juan Carlos Loustau (Argentina) |

| 21. června 1990 17:00 SELČ |          |             |                                                                      |
| Jižní Korea                | 0 : 1    | Uruguay     | Stadio Friuli, Udine diváci: 29 039 rozhodčí: Tullio Lanese (Itálie) |
|                            | (Report) | Fonseca 90' | Stadio Friuli, Udine diváci: 29 039 rozhodčí: Tullio Lanese (Itálie) |

### Skupina F
| Tým        | Z | V | R | P | VG | IG | +/- | B |
| ---------- | - | - | - | - | -- | -- | --- | - |
| Anglie     | 3 | 1 | 2 | 0 | 2  | 1  | +1  | 4 |
| Irsko      | 3 | 0 | 3 | 0 | 2  | 2  | 0   | 3 |
| Nizozemsko | 3 | 0 | 3 | 0 | 2  | 2  | 0   | 3 |
| Egypt      | 3 | 0 | 2 | 1 | 1  | 2  | -1  | 2 |

Pozn: Druhé místo Irska bylo určeno losem.
| 11. června 1990 21:00 SELČ |          |            |                                                                            |
| Anglie                     | 1 : 1    | Irsko      | Stadio Sant'Elia, Cagliari diváci: 35 238 rozhodčí: Aron Schmidhuber (NSR) |
| Lineker 8'                 | (Report) | Sheedy 73' | Stadio Sant'Elia, Cagliari diváci: 35 238 rozhodčí: Aron Schmidhuber (NSR) |

| 12. června 1990 21:00 SELČ |          |                       |                                                                                         |
| Nizozemsko                 | 1 : 1    | Egypt                 | Stadio La Favorita, Palermo diváci: 33 421 rozhodčí: Emilio Soriano Aladren (Španělsko) |
| Kieft 58'                  | (Report) | Abdelghani 83' (pen.) | Stadio La Favorita, Palermo diváci: 33 421 rozhodčí: Emilio Soriano Aladren (Španělsko) |

| 16. června 1990 21:00 SELČ |          |            |                                                                                 |
| Anglie                     | 0 : 0    | Nizozemsko | Stadio Sant'Elia, Cagliari diváci: 35 267 rozhodčí: Zoran Petrović (Jugoslávie) |
|                            | (Report) |            | Stadio Sant'Elia, Cagliari diváci: 35 267 rozhodčí: Zoran Petrović (Jugoslávie) |

| 17. června 1990 17:00 SELČ |          |       |                                                                                     |
| Irsko                      | 0 : 0    | Egypt | Stadio La Favorita, Palermo diváci: 33 288 rozhodčí: Marcel Van Langenhove (Belgie) |
|                            | (Report) |       | Stadio La Favorita, Palermo diváci: 33 288 rozhodčí: Marcel Van Langenhove (Belgie) |

| 21. června 1990 21:00 SELČ |          |       |                                                                                    |
| Anglie                     | 1 : 0    | Egypt | Stadio Sant'Elia, Cagliari diváci: 34 959 rozhodčí: Kurt Röthlisberger (Švýcarsko) |
| Wright 64'                 | (Report) |       | Stadio Sant'Elia, Cagliari diváci: 34 959 rozhodčí: Kurt Röthlisberger (Švýcarsko) |

| 21. června 1990 21:00 SELČ |          |           |                                                                               |
| Nizozemsko                 | 1 : 1    | Irsko     | Stadio La Favorita, Palermo diváci: 33 288 rozhodčí: Michel Vautrot (Francie) |
| Gullit 10'                 | (Report) | Quinn 71' | Stadio La Favorita, Palermo diváci: 33 288 rozhodčí: Michel Vautrot (Francie) |

### Žebříček týmů na třetích místech
| Sk. | Tým        | Z | V | R | P | VG | IG | +/- | B |
| --- | ---------- | - | - | - | - | -- | -- | --- | - |
| B   | Argentina  | 3 | 1 | 1 | 1 | 3  | 2  | +1  | 3 |
| D   | Kolumbie   | 3 | 1 | 1 | 1 | 3  | 2  | +1  | 3 |
| F   | Nizozemsko | 3 | 0 | 3 | 0 | 2  | 2  | 0   | 3 |
| E   | Uruguay    | 3 | 1 | 1 | 1 | 2  | 3  | -1  | 3 |
| A   | Rakousko   | 3 | 1 | 0 | 2 | 2  | 3  | -1  | 2 |
| C   | Skotsko    | 3 | 1 | 0 | 2 | 2  | 3  | -1  | 2 |

## Vyřazovací fáze
Vyřazovací fáze se hrála podle pravidla pro vytvoření pavouka play-off se 16 týmy, které postoupily z 6 skupin na fotbalových mistrovstvích.
|  | Osmifinále           | Osmifinále             |                      |       | Čtvrtfinále   | Čtvrtfinále   |                    |                    | Semifinále | Semifinále |  |  | Finále | Finále |
|  |                      |                        |                      |       |               |               |                    |                    |            |            |  |  |        |        |
|  | 25. červen - Řím     |                        |                      |       |               |               |                    |                    |            |            |  |  |        |        |
|  |                      |                        |                      |       |               |               |                    |                    |            |            |  |  |        |        |
|  | Itálie               | 2                      |                      |       |               |               |                    |                    |            |            |  |  |        |        |
|  | Itálie               | 2                      | 30. červen - Řím     |       |               |               |                    |                    |            |            |  |  |        |        |
|  | Uruguay              | 0                      |                      |       |               |               |                    |                    |            |            |  |  |        |        |
|  | Uruguay              | 0                      | Itálie               | 1     |               |               |                    |                    |            |            |  |  |        |        |
|  | 25. červen - Janov   |                        | Itálie               | 1     |               |               |                    |                    |            |            |  |  |        |        |
|  |                      | Irsko                  | 0                    |       |               |               |                    |                    |            |            |  |  |        |        |
|  | Irsko (pen.)         | Irsko                  | 0                    | 0 (5) |               |               |                    |                    |            |            |  |  |        |        |
|  | Irsko (pen.)         |                        | 3. červenec - Neapol | 0 (5) |               |               |                    |                    |            |            |  |  |        |        |
|  | Rumunsko             | 0 (4)                  |                      |       |               |               |                    |                    |            |            |  |  |        |        |
|  | Rumunsko             | 0 (4)                  | Itálie               | 1 (3) |               |               |                    |                    |            |            |  |  |        |        |
|  | 26. červen - Benátky |                        | Itálie               | 1 (3) |               |               |                    |                    |            |            |  |  |        |        |
|  |                      | Argentina (pen.)       | 1 (4)                |       |               |               |                    |                    |            |            |  |  |        |        |
|  | Jugoslávie (prodl.)  | Argentina (pen.)       | 1 (4)                | 2     |               |               |                    |                    |            |            |  |  |        |        |
|  | Jugoslávie (prodl.)  | 30. červen - Florencie |                      | 2     |               |               |                    |                    |            |            |  |  |        |        |
|  | Španělsko            | 1                      |                      |       |               |               |                    |                    |            |            |  |  |        |        |
|  | Španělsko            | 1                      | Jugoslávie           | 0 (2) |               |               |                    |                    |            |            |  |  |        |        |
|  | 24. červen - Turín   |                        | Jugoslávie           | 0 (2) |               |               |                    |                    |            |            |  |  |        |        |
|  |                      | Argentina (pen.)       | 0 (3)                |       |               |               |                    |                    |            |            |  |  |        |        |
|  | Argentina            | Argentina (pen.)       | 0 (3)                | 1     |               |               |                    |                    |            |            |  |  |        |        |
|  | Argentina            |                        | 8. červenec - Řím    | 1     |               |               |                    |                    |            |            |  |  |        |        |
|  | Brazílie             | 0                      |                      |       |               |               |                    |                    |            |            |  |  |        |        |
|  | Brazílie             | 0                      | Argentina            | 0     |               |               |                    |                    |            |            |  |  |        |        |
|  | 24. červen - Milán   |                        | Argentina            | 0     |               |               |                    |                    |            |            |  |  |        |        |
|  |                      | NSR                    | 1                    |       |               |               |                    |                    |            |            |  |  |        |        |
|  | NSR                  | NSR                    | 1                    | 2     |               |               |                    |                    |            |            |  |  |        |        |
|  | NSR                  | 1. červenec - Milán    |                      | 2     |               |               |                    |                    |            |            |  |  |        |        |
|  | Nizozemsko           | 1                      |                      |       |               |               |                    |                    |            |            |  |  |        |        |
|  | Nizozemsko           | 1                      | NSR                  | 1     |               |               |                    |                    |            |            |  |  |        |        |
|  | 23. červen - Bari    |                        | NSR                  | 1     |               |               |                    |                    |            |            |  |  |        |        |
|  |                      | Československo         | 0                    |       |               |               |                    |                    |            |            |  |  |        |        |
|  | Československo       | Československo         | 0                    | 4     |               |               |                    |                    |            |            |  |  |        |        |
|  | Československo       |                        | 4. červenec - Turín  | 4     |               |               |                    |                    |            |            |  |  |        |        |
|  | Kostarika            | 1                      |                      |       |               |               |                    |                    |            |            |  |  |        |        |
|  | Kostarika            | 1                      | NSR (pen.)           | 1 (4) |               |               |                    |                    |            |            |  |  |        |        |
|  | 26. červen - Boloň   |                        | NSR (pen.)           | 1 (4) |               |               |                    |                    |            |            |  |  |        |        |
|  |                      | Anglie                 | 1 (3)                |       | O třetí místo | O třetí místo |                    |                    |            |            |  |  |        |        |
|  | Anglie (prodl.)      | Anglie                 | 1 (3)                | 2     | O třetí místo | O třetí místo |                    |                    |            |            |  |  |        |        |
|  | Anglie (prodl.)      | 1. červenec - Neapol   | 1. červenec - Neapol | 2     |               |               | 7. červenec - Bari | 7. červenec - Bari |            |            |  |  |        |        |
|  | Belgie               | 1. červenec - Neapol   | 1. červenec - Neapol | 1     |               |               | 7. červenec - Bari | 7. červenec - Bari |            |            |  |  |        |        |
|  | Belgie               | Anglie (prodl.)        | 3                    | 1     | Itálie        | 2             |                    |                    |            |            |  |  |        |        |
|  | 23. červen - Neapol  | Anglie (prodl.)        | 3                    |       | Itálie        | 2             |                    |                    |            |            |  |  |        |        |
|  |                      | Kamerun                | 2                    |       | Anglie        | 1             |                    |                    |            |            |  |  |        |        |
|  | Kamerun (prodl.)     | Kamerun                | 2                    | 2     | Anglie        | 1             |                    |                    |            |            |  |  |        |        |
|  | Kamerun (prodl.)     |                        |                      | 2     |               |               |                    |                    |            |            |  |  |        |        |
|  | Kolumbie             | 1                      |                      |       |               |               |                    |                    |            |            |  |  |        |        |
|  | Kolumbie             | 1                      |                      |       |               |               |                    |                    |            |            |  |  |        |        |

### Osmifinále
| 23. června 1990 17:00 SELČ |                   |            |                                                                          |
| Kamerun                    | 2 : 1 (po prodl.) | Kolumbie   | Stadio San Paolo, Neapol diváci: 50 026 rozhodčí: Tullio Lanese (Itálie) |
| Milla 106', 109'           | (Report)          | Redín 115' | Stadio San Paolo, Neapol diváci: 50 026 rozhodčí: Tullio Lanese (Itálie) |

| 23. června 1990 21:00 SELČ       |          |              |                                                                           |
| Československo                   | 4 : 1    | Kostarika    | Stadio San Nicola, Bari diváci: 47 673 rozhodčí: Siegfried Kirschen (NDR) |
| Skuhravý 12', 63', 82' Kubík 75' | (Report) | González 54' | Stadio San Nicola, Bari diváci: 47 673 rozhodčí: Siegfried Kirschen (NDR) |

| 24. června 1990 17:00 SELČ |          |          |                                                                          |
| Argentina                  | 1 : 0    | Brazílie | Stadio delle Alpi, Turín diváci: 61 381 rozhodčí: Joël Quiniou (Francie) |
| Caniggia 80'               | (Report) |          | Stadio delle Alpi, Turín diváci: 61 381 rozhodčí: Joël Quiniou (Francie) |

| 24. června 1990 21:00 SELČ |          |                      |                                                                                        |
| SRN                        | 2 : 1    | Nizozemsko           | Stadio Giuseppe Meazza, Milán diváci: 74 559 rozhodčí: Juan Carlos Loustau (Argentina) |
| Klinsmann 51' Brehme 82'   | (Report) | R. Koeman 89' (pen.) | Stadio Giuseppe Meazza, Milán diváci: 74 559 rozhodčí: Juan Carlos Loustau (Argentina) |

| 25. června 1990 17:00 SELČ |                   |          |                                                                                      |
| Irsko                      | 0 : 0 (po prodl.) | Rumunsko | Stadio Luigi Ferraris, Janov diváci: 31 818 rozhodčí: José Roberto Wright (Brazílie) |
|                            | (Report)          |          | Stadio Luigi Ferraris, Janov diváci: 31 818 rozhodčí: José Roberto Wright (Brazílie) |

|                                            |       | Penaltový rozstřel                |  |
| Sheedy Houghton Townsend Cascarino O'Leary | 5 : 4 | Hagi Lupu Rotariu Lupescu Timofte |  |

| 25. června 1990 21:00 SELČ |          |         |                                                                        |
| Itálie                     | 2 : 0    | Uruguay | Stadio Olimpico, Řím diváci: 73 303 rozhodčí: George Courtney (Anglie) |
| Schillaci 65' Serena 85'   | (Report) |         | Stadio Olimpico, Řím diváci: 73 303 rozhodčí: George Courtney (Anglie) |

| 26. června 1990 17:00 SELČ |                   |                    |                                                                                      |
| Španělsko                  | 1 : 2 (po prodl.) | Jugoslávie         | Stadio Marcantonio Bentegodi, Verona diváci: 35 500 rozhodčí: Aron Schmidhuber (NSR) |
| Salinas 83'                | (Report)          | Stojković 78', 92' | Stadio Marcantonio Bentegodi, Verona diváci: 35 500 rozhodčí: Aron Schmidhuber (NSR) |

| 26. června 1990 21:00 SELČ |                   |        |                                                                                 |
| Anglie                     | 1 : 0 (po prodl.) | Belgie | Stadio Renato Dall'Ara, Boloň diváci: 34 520 rozhodčí: Peter Mikkelsen (Dánsko) |
| Platt 119'                 | (Report)          |        | Stadio Renato Dall'Ara, Boloň diváci: 34 520 rozhodčí: Peter Mikkelsen (Dánsko) |

### Čtvrtfinále
| 30. června 1990 17:00 SELČ |                   |            |                                                                                           |
| Argentina                  | 0 : 0 (po prodl.) | Jugoslávie | Stadio Artemio Franchi, Florencie diváci: 38 971 rozhodčí: Kurt Röthlisberger (Švýcarsko) |
|                            | (Report)          |            | Stadio Artemio Franchi, Florencie diváci: 38 971 rozhodčí: Kurt Röthlisberger (Švýcarsko) |

|                                                |       | Penaltový rozstřel                                |  |
| Serrizuela Burruchaga Maradona Troglio Dezotti | 3 : 2 | Stojković Prosinečki Savićević Brnović Hadžibegić |  |

| 30. června 1990 21:00 SELČ |          |       |                                                                                  |
| Itálie                     | 1 : 0    | Irsko | Stadio Olimpico, Řím diváci: 73 303 rozhodčí: Carlos Silva Valente (Portugalsko) |
| Schillaci 38'              | (Report) |       | Stadio Olimpico, Řím diváci: 73 303 rozhodčí: Carlos Silva Valente (Portugalsko) |

| 1. července 1990 17:00 SELČ |          |                |                                                                               |
| SRN                         | 1 : 0    | Československo | Stadio Giuseppe Meazza, Milán diváci: 73 347 rozhodčí: Helmut Kohl (Rakousko) |
| Matthäus 25' (pen.)         | (Report) |                | Stadio Giuseppe Meazza, Milán diváci: 73 347 rozhodčí: Helmut Kohl (Rakousko) |

| 1. července 1990 21:00 SELČ               |                   |                            |                                                                            |
| Anglie                                    | 3 : 2 (po prodl.) | Kamerun                    | Stadio San Paolo, Neapol diváci: 55 205 rozhodčí: Edgardo Codesal (Mexiko) |
| Platt 25' Lineker 83' (pen.), 105' (pen.) | (Report)          | Kundé 61' (pen.) Ekéké 65' | Stadio San Paolo, Neapol diváci: 55 205 rozhodčí: Edgardo Codesal (Mexiko) |

### Semifinále
| 3. července 1990 20:00 SELČ |                   |               |                                                                            |
| Argentina                   | 1 : 1 (po prodl.) | Itálie        | Stadio San Paolo, Neapol diváci: 59 978 rozhodčí: Michel Vautrot (Francie) |
| Caniggia 67'                | (Report)          | Schillaci 17' | Stadio San Paolo, Neapol diváci: 59 978 rozhodčí: Michel Vautrot (Francie) |

|                                              |       | Penaltový rozstřel                        |  |
| Serrizuela Burruchaga Olarticoechea Maradona | 4 : 3 | Baresi Baggio De Agostini Donadoni Serena |  |

| 4. července 1990 20:00 SELČ |                   |             |                                                                                  |
| SRN                         | 1 : 1 (po prodl.) | Anglie      | Stadio delle Alpi, Turín diváci: 62 628 rozhodčí: José Roberto Wright (Brazílie) |
| Brehme 60'                  | (Report)          | Lineker 80' | Stadio delle Alpi, Turín diváci: 62 628 rozhodčí: José Roberto Wright (Brazílie) |

|                             |       | Penaltový rozstřel                    |  |
| Brehme Matthäus Riedle Thon | 4 : 3 | Lineker Beardsley Platt Pearce Waddle |  |

### O bronz
| 7. července 1990 20:00 SELČ     |          |           |                                                                         |
| Itálie                          | 2 : 1    | Anglie    | Stadio San Nicola, Bari diváci: 51 426 rozhodčí: Joël Quiniou (Francie) |
| Baggio 70' Schillaci 86' (pen.) | (Report) | Platt 81' | Stadio San Nicola, Bari diváci: 51 426 rozhodčí: Joël Quiniou (Francie) |

### Finále
| 8. července 1990 20:00 SELČ |          |                   |                                                                        |
| Argentina                   | 0 : 1    | SRN               | Stadio Olimpico, Řím diváci: 73 603 rozhodčí: Edgardo Codesal (Mexiko) |
|                             | (Report) | Brehme 85' (pen.) | Stadio Olimpico, Řím diváci: 73 603 rozhodčí: Edgardo Codesal (Mexiko) |